# Poppenhof (Gemeinde Kappel am Krappfeld)
Poppenhof ist eine Ortschaft in der Gemeinde Kappel am Krappfeld im Bezirk St. Veit an der Glan in Kärnten. Die Ortschaft hat 17 Einwohner (Stand 1. Jänner 2025).

## Lage
Die Ortschaft liegt mitten in der Gemeinde Kappel am Krappfeld, in der Katastralgemeinde Dobranberg, am Ostrand des Krappfelds, wenige 100 Meter östlich des Gemeindehauptorts Kappel am Krappfeld, östlich des Silberbachs.
Zur Ortschaft gehören der Poppenhof (Haus Nr. 1) und die benachbarte Schmiedkeusche (Nr. 2), sowie der 300 Meter nördlich davon gelegene Anderle (Nr. 3), der früher zur Ortschaft Velden gezählt wurde. Außerdem werden einige gut 400 m südlich des Poppenhofs errichtete Einfamilienhäuser (Nr. 4 bis 9) in der Nähe der ehemaligen, nicht mehr existieren Grießmühle als Teil der Ortschaft Poppenhof betrachtet.

## Geschichte

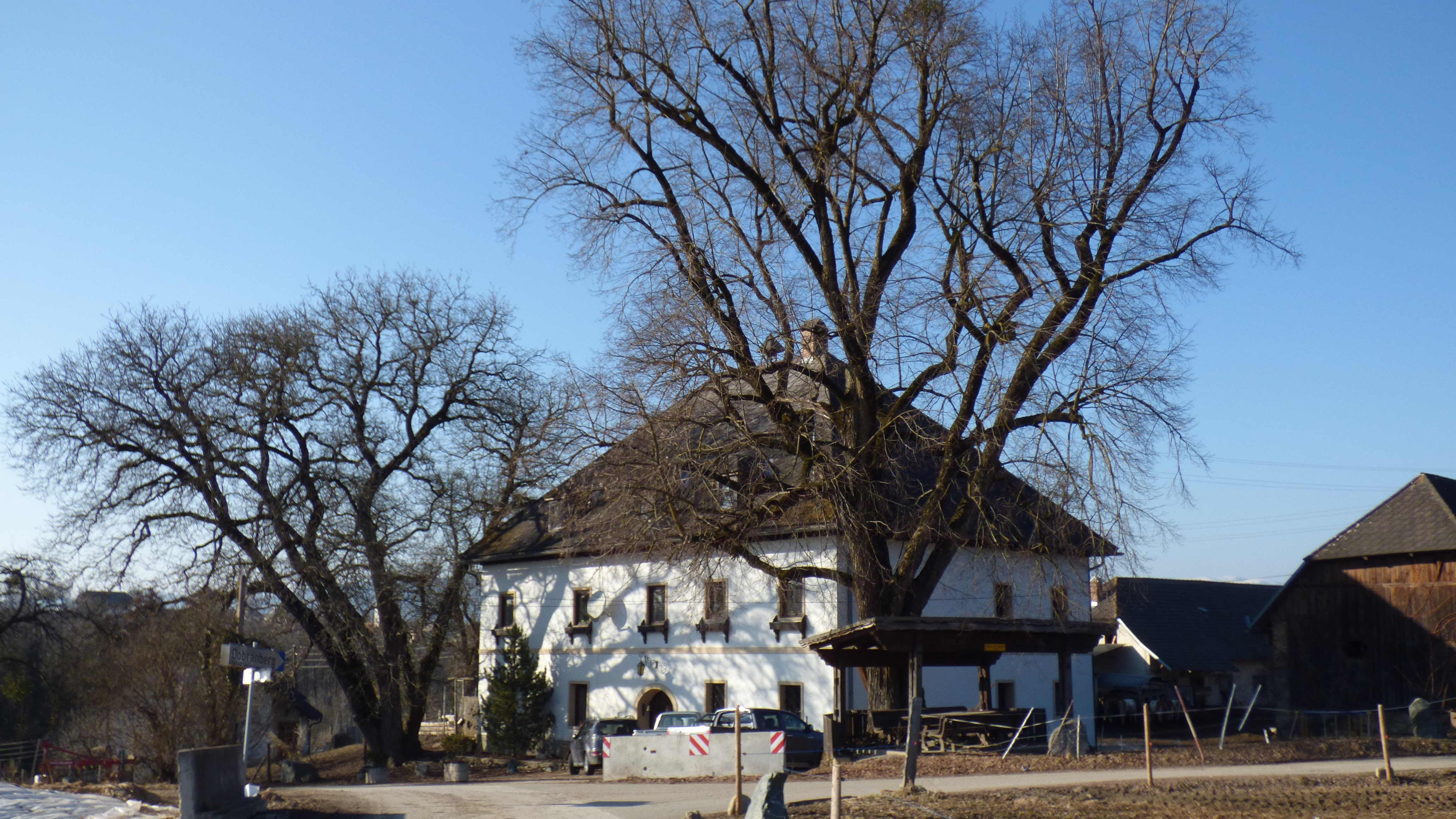
vulgo Poppenhof, Poppenhof Nr. 1

1268 wurde der Paubenhof urkundlich genannt, der im 14. und 15. Jahrhundert als Puppendorf erwähnt wird. Der Ortsname leitet sich vom Personennamen Poppo ab. Der Hof war landtäfliches Gut. Bis zum Aussterben des Geschlechts der Silberberger Mitte des 18. Jahrhunderts war der Hof in adeligem Besitz; einige Huben und Keuschen in Dobranberg waren dem Poppenhof weiter zinspflichtig. Mitte des 20. Jahrhunderts war am Tor des Hofs noch die Jahreszahl 1646 zu sehen.
Im 19. Jahrhundert zunächst zum Steuerbezirk Silberegg gehörend, kam Poppenhof bei Gründung der Ortsgemeinden 1850 an die Gemeinde Krasta, die im 20. Jahrhundert in Kappel am Krappfeld umbenannt wurde. Im 20. Jahrhundert kam nach Auflösung der Ortschaft Velden der Hof Anderle an die Ortschaft Poppenhof.

## Bevölkerungsentwicklung
Für Poppenhof ermittelte man folgende Einwohnerzahlen:
- 1869: 3 Häuser, 47 Einwohner (außerdem das damals als eigene Ortschaft geführte Velden: 3 Häuser, 20 Einwohner)[4]
- 1880: 3 Häuser, 45 Einwohner (außerdem Velden: 1 Haus, 3 Einwohner)[5]
- 1890: 4 Häuser, 20 Einwohner (außerdem Velden: 1 Haus, 7 Einwohner)[6]
- 1900: 3 Häuser, 25 Einwohner (außerdem Velden: 1 Haus, 1 Einwohner)[7]
- 1910: 3 Häuser, 20 Einwohner (außerdem Velden: 1 Haus, 5 Einwohner)[8]
- 1923: 3 Häuser, 20 Einwohner (außerdem Velden: 1 Haus, 0 Einwohner)[9]
- 1934: 39 Einwohner[10]
- 1961: 5 Häuser, 36 Einwohner[11]
- 2001: 7 Gebäude (davon 6 mit Hauptwohnsitz) mit 8 Wohnungen; 25 Einwohner und 2 Nebenwohnsitzfälle; 8 Haushalte; 1 Arbeitsstätte, 2 land- und forstwirtschaftliche Betriebe[12]
- 2011: 8 Gebäude, 20 Einwohner, 7 Haushalte, 1 Arbeitsstätte[13]
- 2021: 8 Gebäude, 19 Einwohner, 8 Haushalte, 6 Arbeitsstätten[14]